# Madeleinea pelorias
Madeleinea pelorias is een vlinder uit de familie van de Lycaenidae. De wetenschappelijke naam van de soort is voor het eerst gepubliceerd in 1890 door Gustav Weymer.
De soort komt voor in Bolivia.